# رامون خوسيه دي آرثه
رامون خوسيه دي آرثه إي ريبويار (بالإسبانية: Ramón José de Arce y Rebollar)‏ ـ (سيلايا، 25 أكتوبر 1757 ـ باريس، 19 فبراير 1844) هو رجل دين إسباني كان كبيرًا لأساقفة برغش بين عامي 1797 و1801، وكبيرًا لمحققي إسبانيا بين عامي 1797 و1808، وكبيرًا لأساقفة سرقسطة بين عامي 1800 و1816، وبطريرك الهند الغربية بين عامي 1806 و1815.

## حياته
ولد رامون خوسيه دي آرثه في بلدية سيلايا بمنطقة كانتابريا سنة 1757، وتلقى تعليمه في جامعة سلامنكا، ثم صار موظفًا بوزارة المالية بحكومة ريال خونتا دي خوروس، قبل أن يصير عضوًا بمجلس قشتالة.
في 18 ديسمبر 1797، عُين كبيرًا لأساقفة برغش، وصار في الوقت ذاته كبيرًا لمحققي إسبانيا، وقد كُرّس أسقفًا في 4 مارس 1798، ثم نُقل إلى أسقفية سرقسطة في 20 يوليو 1801. وفي 26 أغسطس 1806، عُين بطريركًا للهند الغربية.
في سنة 1808، قامت الإمبراطورية الفرنسية الأولى بغزو إسبانيا، وجعلت منها دولة موالية للإمبراطورية الفرنسية تحت حكم جوزيف بونابرت. وبعد أن استعادت إسبانيا استقلالها إبان حرب شبه الجزيرة سنة 1814، أُجبر دي آرثه على الاستقالة من الأسقفية والبطريركية في 15 يوليو 1816، بعد أن رؤي أن عددًا من خطبه التي ألقاها أثناء الاحتلال كانت موالية للحكم الفرنسي، لينتقل إلى المنفى في باريس، حيث توفي في 16 فبراير 1844.